# Bellefontaine (Manica)
Bellefontaine è un comune francese di 162 abitanti situato nel dipartimento della Manica nella regione della Normandia.

## Società

### Evoluzione demografica
Abitanti censiti